# Дудченко, Иван Андреевич
Ива́н Андре́евич Ду́дченко (1912-1944) — Гвардии капитан Рабоче-крестьянской Красной Армии, участник Великой Отечественной войны, Герой Советского Союза (1945).

## Биография
Иван Дудченко родился 20 июля 1912 года на хуторе Весёлый (ныне — Долгоруковский район Липецкой области) в крестьянской семье. Воспитывался в детском доме в Ельце. В 1935 году окончил Ленинградский кинотехникум, после чего работал в кинопрокате в Орле. В 1938—1940 годах проходил службу в Рабоче-крестьянской Красной Армии, участвовал в советско-финской войне. В 1941 году Дудченко был повторно призван в армию. С июля того же года — на фронтах Великой Отечественной войны. К декабрю 1944 года гвардии капитан Иван Дудченко был заместителем командира батальона по политической части 176-го гвардейского стрелкового полка 59-й гвардейской стрелковой дивизии 46-й армии 2-го Украинского фронта. Отличился во время освобождения Венгрии.
5 декабря 1944 года Дудченко во главе передового отряда переправился через Дунай в районе города Эрчи и принял активное участие в захвате плацдарма. В критический момент боя он лично поднял бойцов отряда в штыковую атаку. Его действия во многом способствовали успешной высадке основных сил. В том бою Дудченко получил смертельное ранение.
Указом Президиума Верховного Совета СССР от 24 марта 1945 года гвардии капитан Иван Дудченко посмертно был удостоен высокого звания Героя Советского Союза. Также был награждён орденами Ленина, Отечественной войны 1-й и 2-й степеней, Красной Звезды, рядом медалей.